# Hambourg-Hoheluft-Ost
Hoheluft-Ost (en bas-allemand : Eppenthorp) est un des 105 quartiers de la ville libre et hanséatique de Hambourg (Allemagne).

## Localisation
Le quartier est situé dans l'arrondissement de Hambourg-Nord.

## Notes et références

Localisation de Hoheluft-Ost sur la carte de Hambourg.